# Jacques-Désiré Laval
Pour les articles homonymes, voir Laval.
Jacques Désiré Laval, né le 18 septembre 1803 à Croth dans la paroisse de St André- Mesnilliers (Eure, France), mort le 9 septembre 1864 à Sainte-Croix (île Maurice), est un prêtre et missionnaire spiritain français, reconnu comme bienheureux par l’Église catholique. Il est fêté le 9 septembre.
Prêtre missionnaire spiritain de la société du Saint-Cœur, devenue par la suite la Congrégation du Saint-Esprit, le Père Laval fut d’abord médecin, puis curé de campagne en Normandie. Pendant les vingt-trois dernières années de sa vie, il a été missionnaire à l’Île Maurice, auprès des esclaves noirs affranchis.
Il a été béatifié par le pape Jean Paul II, le 29 avril 1979. Le dossier pour sa canonisation est actuellement à Rome, où une commission de médecins l’examine afin de donner un avis compétent, à la suite des nombreux témoignages recueillis.

## Biographie

### Enfance
Jacques-Désiré Laval naît en 1803 à Croth, petit village de la vallée de l’Eure dans la paroisse de St André- Mesnilliers[Quoi ?], non loin d’Anet, alors que la France est encore bouleversée par les événements de la Révolution et les guerres napoléoniennes. Il est nommé Jacques, comme son père, propriétaire d’une ferme et maire du village et Désiré parce que ses parents souhaitaient vivement un garçon après les trois premières filles.
Après des essais, plus ou moins réussis, de premières études, d’abord dans une école presbytérale sous la conduite de son oncle Nicolas, curé de Tourville-la-Campagne, puis au petit séminaire d’Évreux, son père l’envoie au prestigieux collège Stanislas de Paris, d’où il sort bachelier ès lettres, à l’âge de 22 ans et ès sciences l’année suivante. Il entreprend des études de médecine et soutient avec succès le 21 août 1830 une thèse sur le rhumatisme articulaire. La révolution de 1830 éclate et les barricades dressées dans la capitale ramènent le jeune docteur en médecine en Normandie.

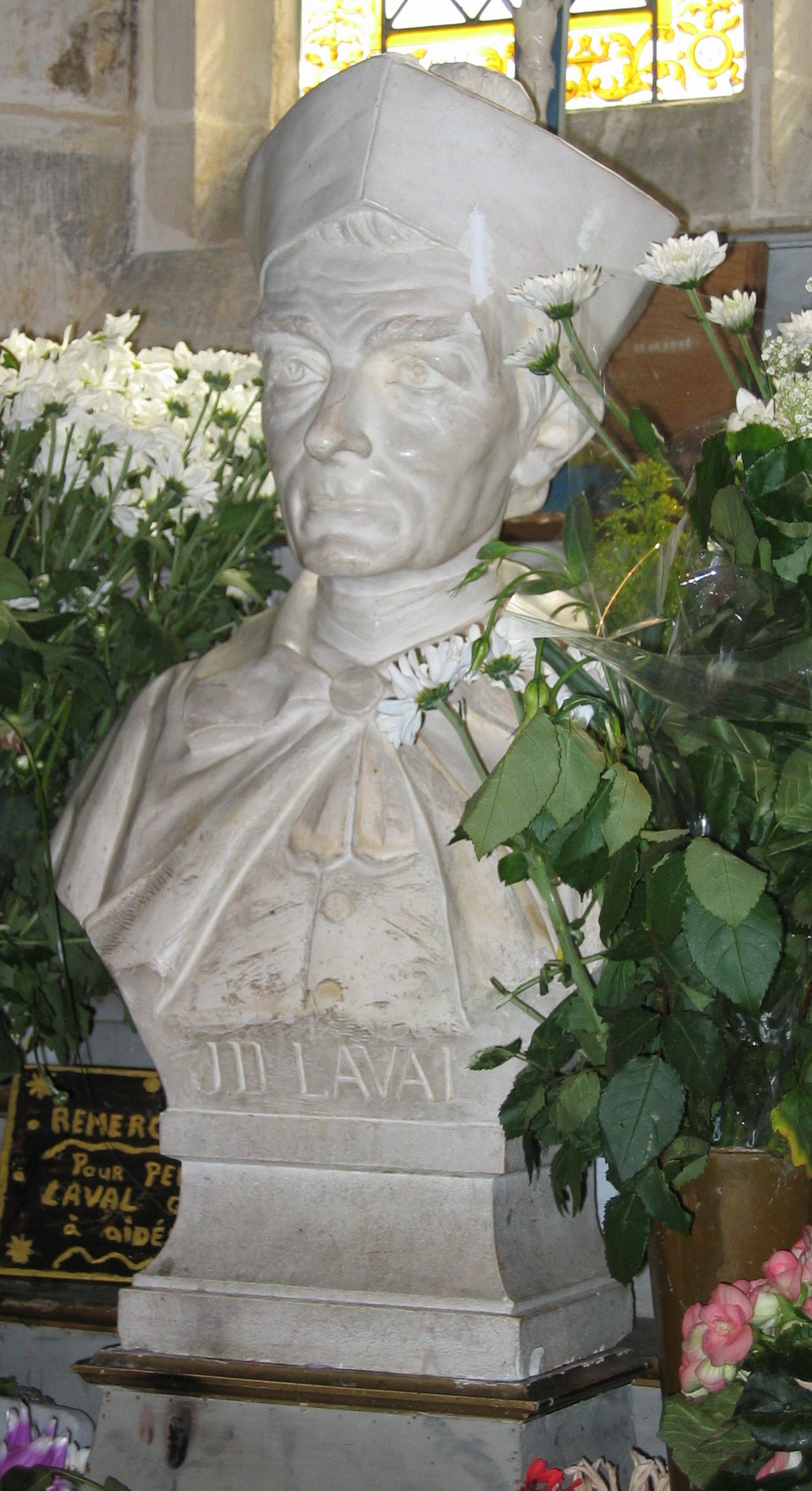
Buste du père Laval déposé à l'église de Pinterville.

### Médecin de campagne
Pendant quatre ans, de septembre 1830 à avril 1834, Jacques-Désiré Laval est médecin à Saint-André-de-l'Eure, faisant souvent preuve d’une grande charité, mais une campagne de calomnies organisées contre lui l’oblige à se fixer à Ivry-la-Bataille, où eut lieu un grand virage dans sa vie.
Jacques Laval se plait alors dans le confort et le luxe. Il aime parader en uniforme, à la tête de la garde nationale de sa commune et se fait remarquer par l’élégance de ses habits, le luxe de ses meubles et ses réceptions. Mais cette vie jugée facile et égoïste ne le comble pas. La conversion du Dr Laval, torturé par le remords, fut lente mais profonde. Une déception amoureuse avec une cousine, une chute de cheval qui aurait pu être mortelle ne sont peut-être que coïncidences. Jacques Laval annonce alors, au grand étonnement de beaucoup, son entrée au séminaire d’Issy-les-Moulineaux le 15 juin 1835. Quatre ans plus tard, le 22 décembre 1838, il est ordonné prêtre dans la petite chapelle du séminaire de Saint-Sulpice de Paris par l'archevêque de Paris, Hyacinthe-Louis de Quélen.

### Curé de paroisse
Le 8 janvier 1839, le père Laval est nommé « desservant » d’une petite paroisse de 485 habitants, située au sud de Louviers, Pinterville. Il y reste deux ans ce qui lui permet de vivre son noviciat de futur missionnaire : austérité de vie, porte ouverte aux pauvres, attention aux conditions de vie des paroissiens, permanence de la prière. L'abbé Laval entend alors l'appel d'une plus grande misère à soulager.
Mgr Collier, nommé vicaire apostolique de l’île Maurice, accepte ses services pour l’apostolat des Noirs récemment affranchis de l’esclavage. Le père Laval entre dans la société du Saint-Cœur de Marie fondée par le Père François Libermann aujourd'hui appelée congrégation du Saint-Esprit. Il quitte Pinterville à tout jamais le 23 février 1841, arrive à Londres le 14 mai et s’embarque, les mains vides, sur le « Tanjore » le 4 juin 1841. Il ne reverra plus l’Europe.

### Missionnaire

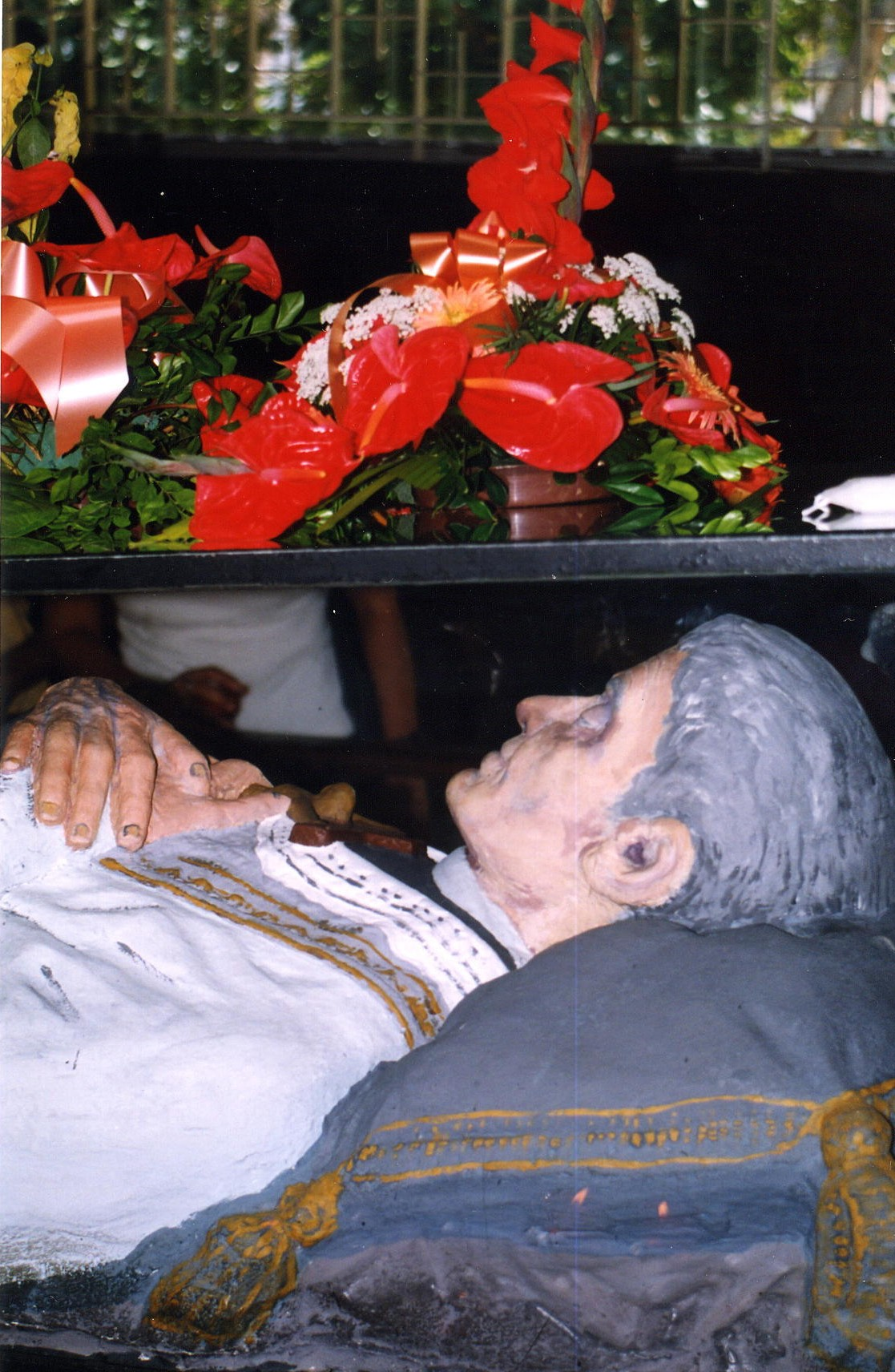
Tombeau actuel du père Laval, à Sainte-Croix.

Après cent jours de traversée, le père Laval débarque à Port-Louis dans la plus grande indifférence. Le 26 septembre 1841, il reçoit la charge de la Mission des Noirs et se met à apprendre le créole, compose un catéchisme de base et repère parmi les esclaves, définitivement affranchis par les autorités britanniques le 1er avril 1839, le petit groupe de ceux qu’il peut former pour qu’ils deviennent ses aides.
Le père Laval porte une soutane rapiécée et voyage à dos d’âne. Il vit retiré dans un petit pavillon de bois, dans la cour du presbytère pour recevoir ses « chers Noirs », ébahis de s’entendre appeler « Monsieur » ou « Madame ». Il fait même pour eux chaque dimanche, à midi, une messe spéciale.
Chaque jour, le père Laval leur rend visite dans leurs huttes, à l’hôpital et à la prison. Il fait construire de petites écoles de brousse et des centres de prière à travers le pays et, depuis son confessionnal, il veille à leur bon fonctionnement. Détruites pour la plupart par un terrible cyclone tropical le 8 mars 1848, ces chapelles sont aussitôt reconstruites avec enthousiasme par les fidèles.
Le père Laval, d’abord seul puis secondé par d’autres missionnaires, a su guérir et remettre debout, physiquement et moralement, tout un peuple que les nantis se plaisaient à considérer comme marginal.
Mais, plus les succès augmentent, plus l’opposition croît. Les blancs le surnomment « la grosse bête noire » et le père Laval doit même assurer ses instructions du soir sous la protection de deux policiers. Une fois l’aversion passée, les sentiments des colons blancs évoluent peu à peu vers la confiance et, pour certains, vers une profonde admiration.

### La fin du chemin
Le 2 février 1852, le père François Libermann meurt à Paris. Son successeur, le père Schwindenhammer, nomme le père Laval - qui n’a pas fait de noviciat et connait mal les règles de la vie religieuse et, de plus, répugne à écrire des rapports - supérieur provincial des missions de Bourbon (île de La Réunion) et de Maurice. Le père Laval vit mal cette nomination.
En mai 1854, le choléra sévit à Maurice. Le père Laval se dévoue à l’extrême pour les malades et les mourants. Il en fait de même lors de l’épidémie de variole, elle aussi très meurtrière en 1856.
Malade à la fin de sa vie et après avoir été frappé par des attaques d’apoplexie, il meurt le vendredi 9 septembre 1864. Quand, le dimanche suivant, à onze heures du matin, on ferme son cercueil, 20 000 personnes avaient défilé devant le corps. Il n’y avait eu personne pour l’accueillir à son arrivée à Maurice, il y en eut 40 000 pour l’escorter à sa dernière demeure, au pied du calvaire, devant l’église de Sainte-Croix.

## Béatification

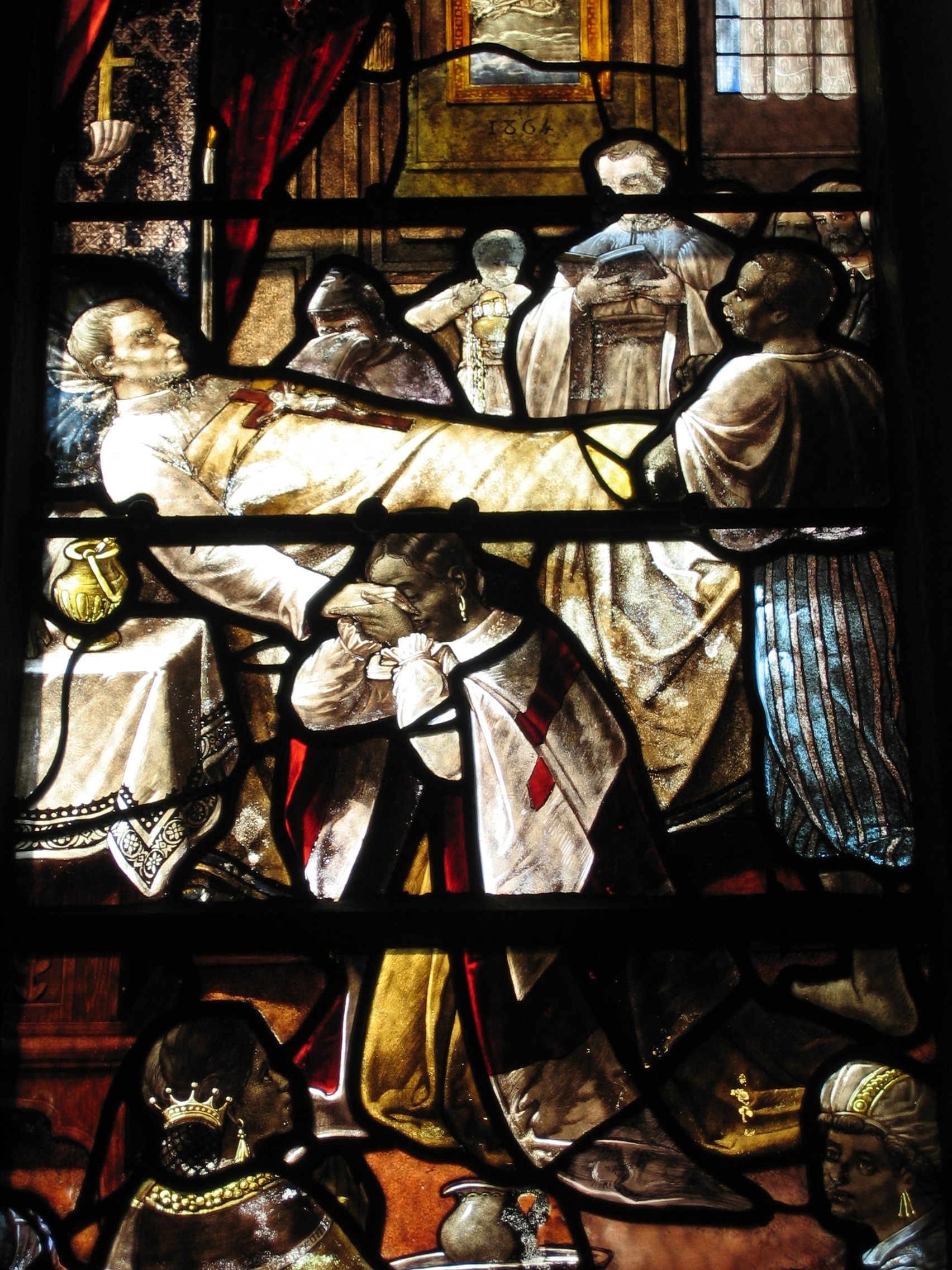
Mort du père Laval.

Le Père Jacques-Désiré Laval est béatifié par le pape Jean-Paul II le 29 avril 1979, en la basilique Saint-Pierre de Rome. C'est la première béatification de Jean-Paul II qui place son pontificat sous la protection de cet humble missionnaire. Le pape invite les chrétiens du monde entier à le prendre pour modèle :
« Que l’exemple du père Laval encourage tous ceux qui, sur le continent africain et ailleurs, s’efforcent de bâtir un monde fraternel, exempt de préjugés raciaux ! »
Le 19 mai 1979, 150 000 personnes assistent à la cérémonie d'action de grâce qui a lieu au monument de Marie, Reine de la Paix, à Port-Louis, durant laquelle est souvent évoqué le nom de Jacques-Désiré Laval.
Le 14 octobre 1989, à l’invitation de Sir Anerood Jugnauth, Jean-Paul II arrive à Maurice pour une visite officielle de trois jours et se rend au tombeau du père Laval, ce modeste curé qui a consacré sa vie aux plus pauvres, à Sainte-Croix « où, affirme-t-il, je viens moi-même vénérer le tombeau du bienheureux Laval que vous aimez tant à l’île Maurice ».
Parmi ceux qui sont venus prier au tombeau du père Laval à Sainte-Croix figure l'abbé Pierre, lors de sa visite dans l'île en 1994.
Le 9 septembre 2019, le Pape François vient pour la première fois se rendre au tombeau du père Laval.

## Vers la canonisation
Le père Bernard Hym, directeur du pèlerinage de Sainte-Croix est confiant dans le fait que le père Laval sera un jour canonisé, car « ce qui a permis sa béatification va permettre sa canonisation ». Cela viendra quand le Seigneur le voudra pour le bien du peuple mauricien et permettre ainsi au père Laval d’être un meilleur rassembleur, fait-il ressortir. Il explique que la canonisation sera possible grâce à l’élan populaire constant et la confiance dans le père Laval, avec plus de 10 000 personnes par semaine devant le caveau et plus de 150 000 dans la nuit du 8-9 septembre. La canonisation sera possible grâce aux attestations reçues lors d’un pèlerinage auprès de la tombe du père Laval et par des prières confiantes de Mauriciens et d’autres qui viennent de l’étranger et témoignant des grâces obtenues. « Pour que le père Laval puisse être canonisé, il faudrait aussi qu’il y ait une guérison miraculeuse et instantanée, incontestable et incontestée et que le corps médical reconnaît comme inexplicable par la science », précise le père Hym.
« Ces éléments supposent qu’une personne qui se sait guérie par la prière du père Laval ait consulté avant et après les faits constatés par le même médecin qui accepte, par la suite, de témoigner de l’aspect inexplicable de la science de cette guérison », ajoute notre interlocuteur. Il souligne que le projet est en route et que nous ne pouvons que prier pour que le Seigneur nous accorde cela comme une grâce. « Ce n’est pas pour permettre à Maurice d’obtenir des grandeurs et aux Mauriciens de tap lestoma que le Seigneur nous accordera cette grâce. Il le fera pour le renforcement de la foi et, finalement, pour aider les chrétiens à être de meilleurs témoins de l’évangile.»
Le dossier pour la canonisation du père Laval attend la reconnaissance d'un miracle pour être envoyé à Rome. Le vice-postulateur rassemble  les témoignages qui lui sont soumis.
Pour le pèlerinage du père Laval en 2014, à Sainte-Croix, le caveau de l'apôtre des Noirs a été entièrement rénové pour marquer le 150e anniversaire de sa mort.
Nommé cardinal par le pape François le dimanche 9 octobre 2016, Maurice Piat, évêque de Port-Louis, a déclaré à cette occasion : « C’est avec beaucoup d’humilité que j’accueille cette nomination. Je la dédie à toute la nation. C’est encourageant. Je confie ce cardinalat au père Laval et à notre Seigneur ».
Après le pape Jean-Paul II en 1989, Maurice accueillera le pape François le 9 septembre 2019 : « Le Pape pe vini zour fet Per Laval, tou bann relizion vizit le Per Laval ». Le point fort de la visite du Saint-Père ? Une messe dite à Marie Reine de la Paix, à Port-Louis.
Cette visite à Maurice sera préparée conjointement par l’Etat et le diocèse. Parmi les sujets qui seront abordés : la canonisation du père Laval.

## L'humilité du Père Laval

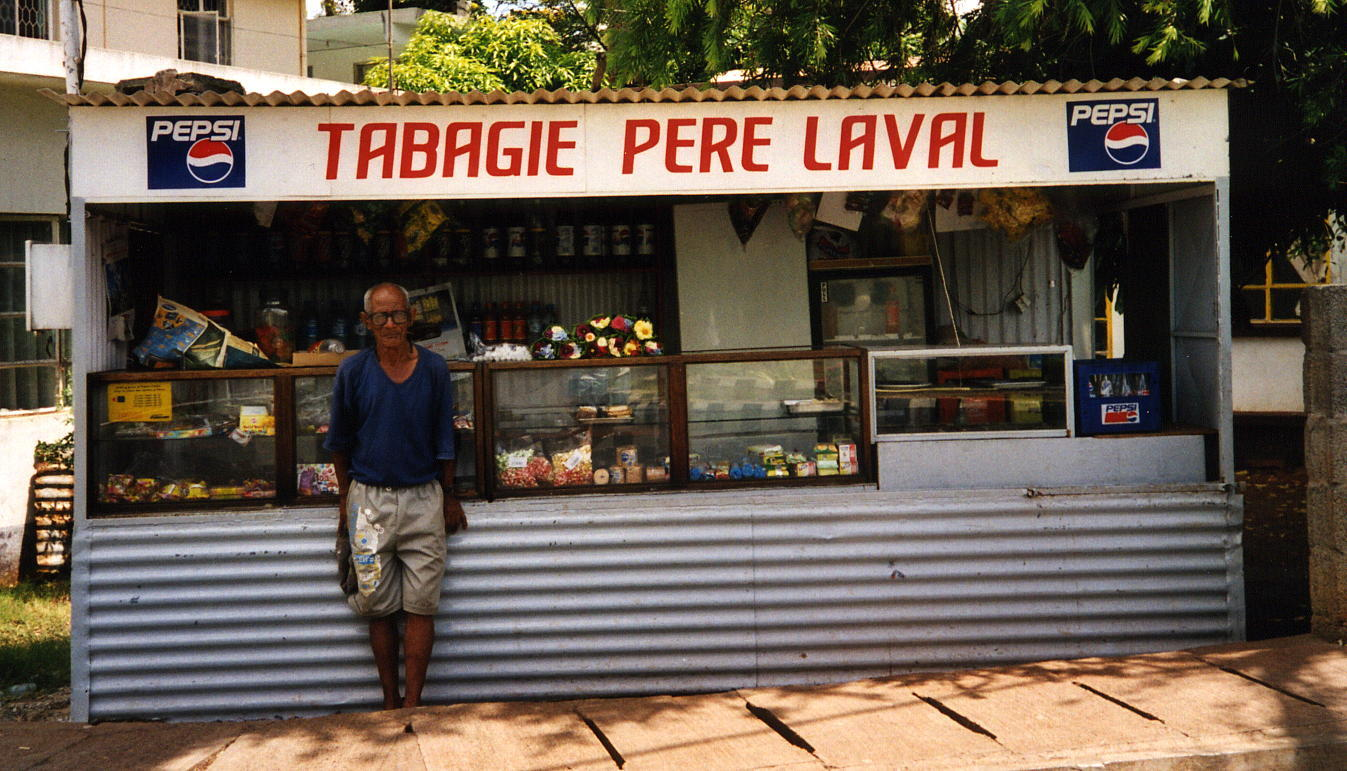
Tabagie Père Laval.

Un missionnaire français de passage à Maurice rencontra l’abbé Xavier Masuy, apôtre de la population blanche de l’époque :
- Montrez-nous, dit-il à l’abbé Xavier Masuy, ce père Laval dont on parle tant dans votre île. J’avais à Saint-Sulpice un condisciple de ce nom.
- Il était aussi de Saint-Sulpice, et ce doit être lui !
- Mais savez-vous alors que vous avez un saint parmi vous ? C’était notre distributeur d’aumônes, et il y mettait une charité qui faisait notre édification. Un jour, par un froid rigoureux, l’abbé Laval remplissait tout grelottant sa charge journalière ; se présente un pauvre mal vêtu, transi de froid ; le serviteur de Jésus-Christ n’hésite pas, il jette sur les épaules du malheureux son manteau dont il se dépouille et continue sous une bise aiguë ses saintes fonctions.
En ce moment parut le Père Laval :
- Tenez, dit l’abbé Masuy, le voici qui vient à nous dans toute sa gravité et sa sérénité.
- Ah ! vraiment, c’est là ce pauvre Jacques, c’est ce gaillard-là, ajouta-t-il dans sa langue simple et franche.
La reconnaissance allait se faire, mais le père Laval, devinant le sujet de la conversation des deux prêtres devint invisible : son humilité s’était alarmée, et jamais les deux amis ne se revirent.

## Dernière lettre du Père Laval
Ayant comme le pressentiment de sa mort prochaine, le père Laval recueillit encore une fois ses forces épuisées pour adresser le 4 septembre 1864, dans une lettre à l’une de ses sœurs, Mme Cadot, quelques paroles de consolation, de salutaires conseils, et lui donner, ainsi qu’à toute sa famille, un saint rendez-vous dans l’éternité : « J’ai grande hâte de voir la fin des misères de la vie. Je ne crois pas que la fin soit bien éloignée, car je me vois mourir à petit feu… Au revoir, chère sœur, dans l’éternité bienheureuse ! »

## SégaPère Laval

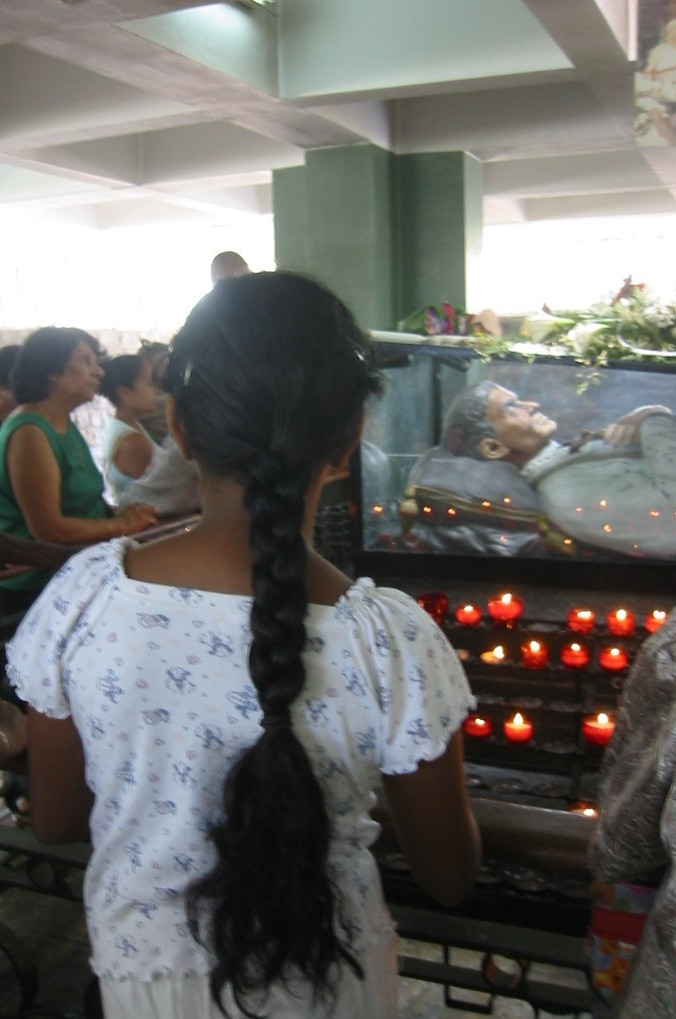
Tous les bananés le 9 septembre...

« Tous les bananés le 9 septembre

Quatre hères beau matin mo lévé mo aller

Mais na pas croire mo alle la chasse tangue

Faire coma moi ou ava conné

Dipi la veille lors grand simin

Ena tapaze coma carnaval

Dimane n’importe quel morissien

Li a dire li pé alle Père Laval.
A cause Père Laval combien miracle fine arriver

A cause Père Laval combien la misère fine soulazer

Tombeau Père Laval li pas difficille po nous aller

A cause Père Laval li bien tranquile po nous prier ! 
Nous pas guette coulère ni la réligion

Le temps nous aller pou pèlerinage

Parcequi Père Laval tellement li ti bon

Dans so café pas ti éna triage

Combien dimoune ti paralizé

Ti éna les autres pas ti trouve clair

Azordi zour zotte apé prier

Zotte fine guerri avec la prière.»
Extrait du Séga Père Laval composé par Serge Lebrasse.

## Citations
- «Vous savez combien j'aime le Père Laval. Je vous aime autant. Continuez à suivre son chemin.» Jean-Paul II, le 15 octobre 1989
- « Père Laval n’appartient pas à une communauté ni à une seule religion : il a été unanimement accepté par tous les Mauriciens comme étant un grand amoureux de l’humanité. Nous profitons aujourd’hui de tout ce qu’il a fait, par son travail et sa foi, pour l’unité du peuple mauricien. » Sir Seewoosagur Ramgoolam, le 18 mai 1979

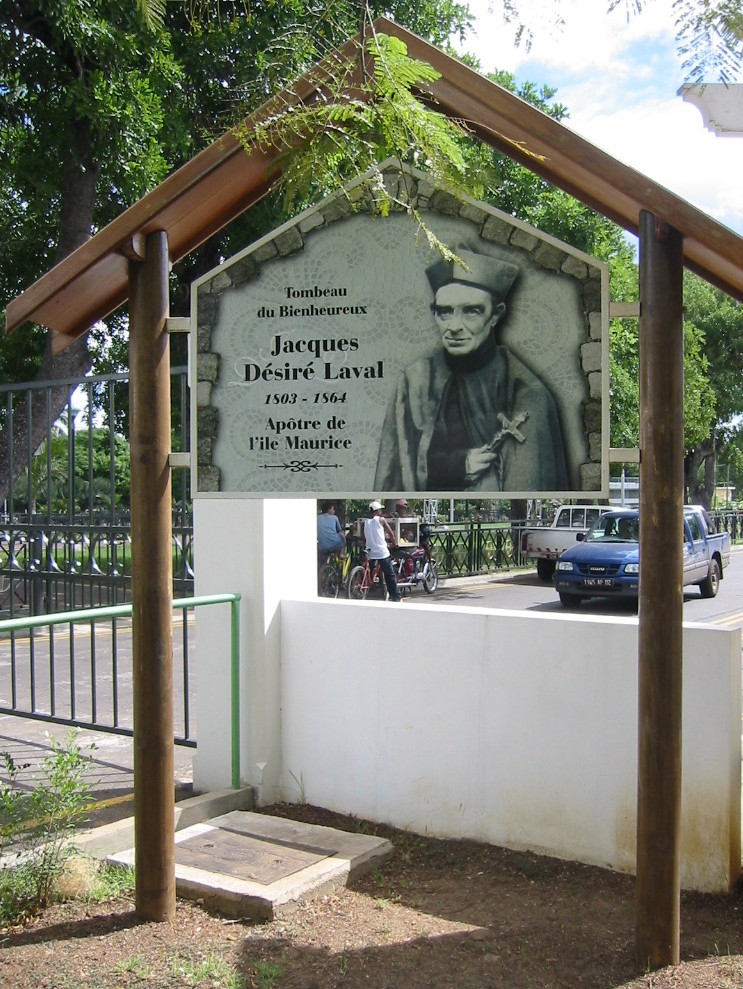
Sainte-Croix.

- « Si le Père Laval a été de son vivant l’homme de tous parce qu’il a été authentiquement un homme de Dieu, mieux que quiconque, il reste pour nous aujourd’hui le symbole de l’unité mauricienne dans sa diversité culturelle, raciale et religieuse. » Jean Margéot, ancien évêque de Port-Louis et cardinal

- « Père Laval est parti en laissant un héritage aux Mauriciens, cela sans aucune distinction de race ou de confession religieuse. » Maurice E. Piat, évêque de Port-Louis

- « Le Père Laval a de son vivant, et plus encore depuis sa mort – sans cesse encore - donné une leçon d’humilité, d’amour du prochain et de grandeur de l’homme. Sa présence à Maurice, son œuvre pendant sa vie, son souffle qui plane sur nous depuis sa mort terrestre ont toujours dépassé et dépassent encore toute idée de race, de religion et de couleur… Que dire de l’universalité du Père Laval ? Il suffit de jeter un coup d’œil sur cette masse de Mauriciens, venus de tous les coins, de toutes les souches, de toutes les cultures qui, tous les ans, à l’occasion de l’anniversaire de sa mort, vient lui témoigner son attachement, vient chercher auprès de sa sépulture courage, réconfort, assurance et espérance. » S. E. M. Radha Krishna Ramphul, représentant permanent de Maurice à l’ONU, le 6 avril 1976.

## Bibliographie

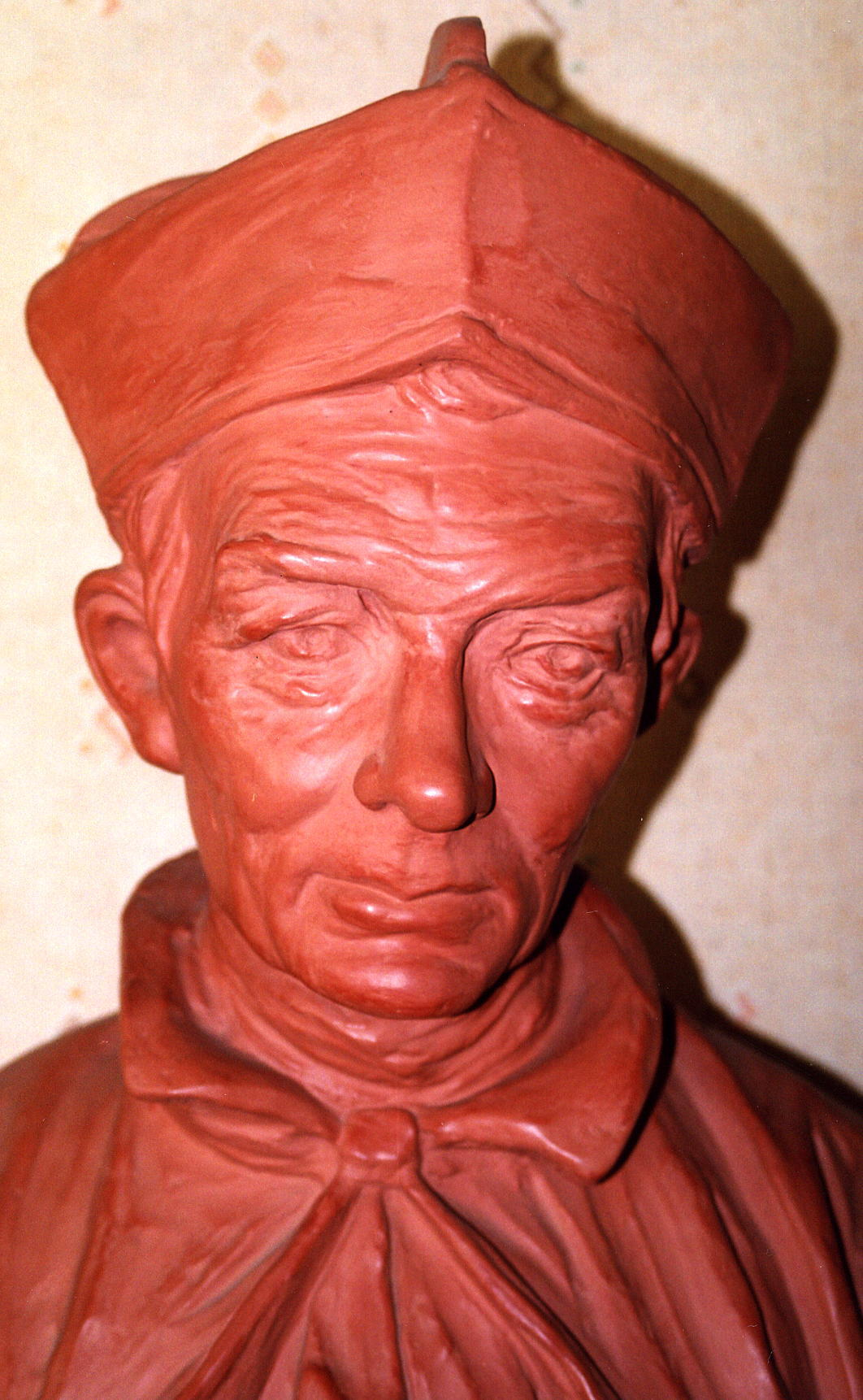
Buste du père Laval.

## Pèlerinage de Pinterville
Le second dimanche de septembre, à 110 km de Paris, à 35 km de Rouen et à 2 km au sud de Louviers.

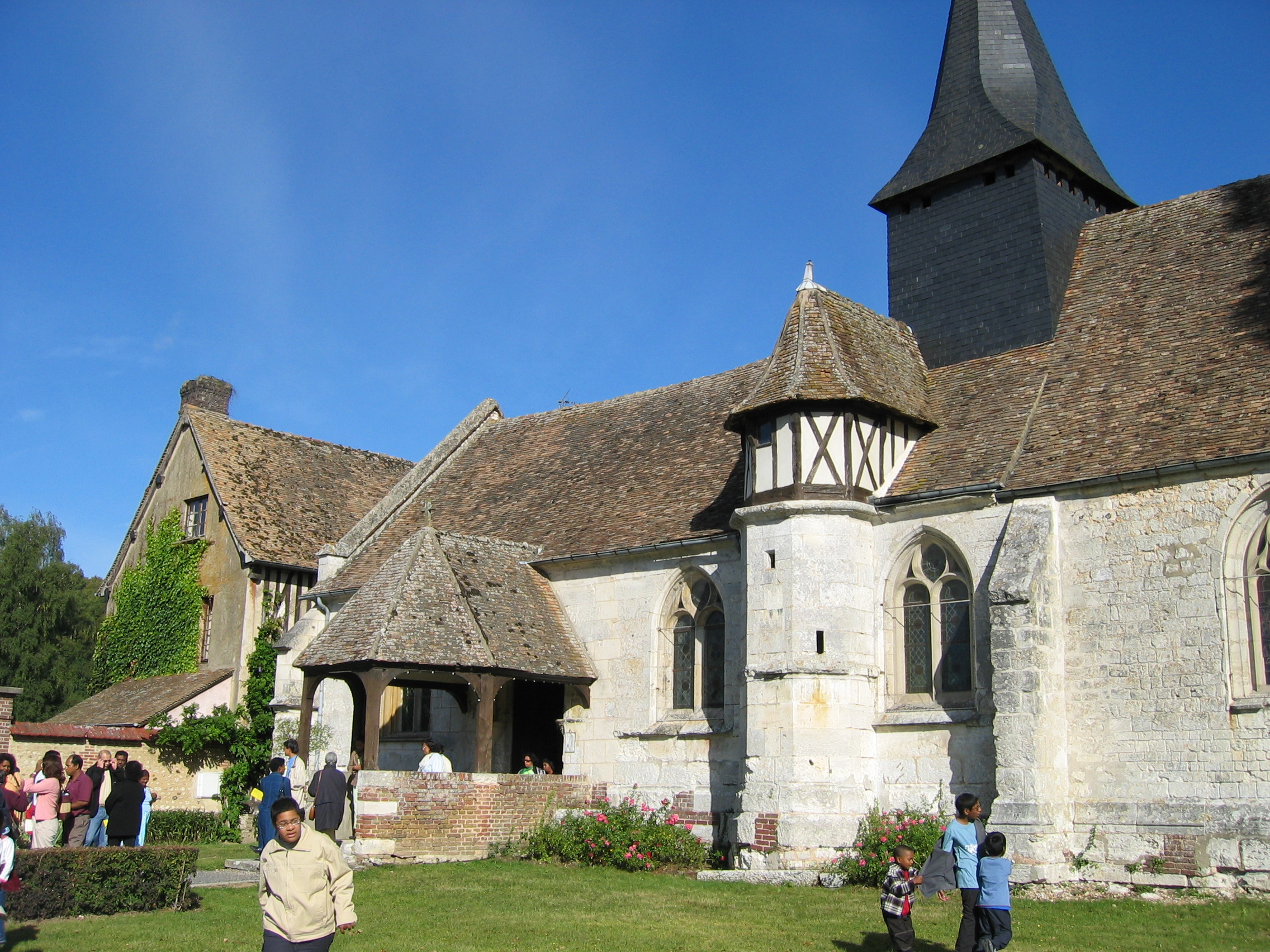
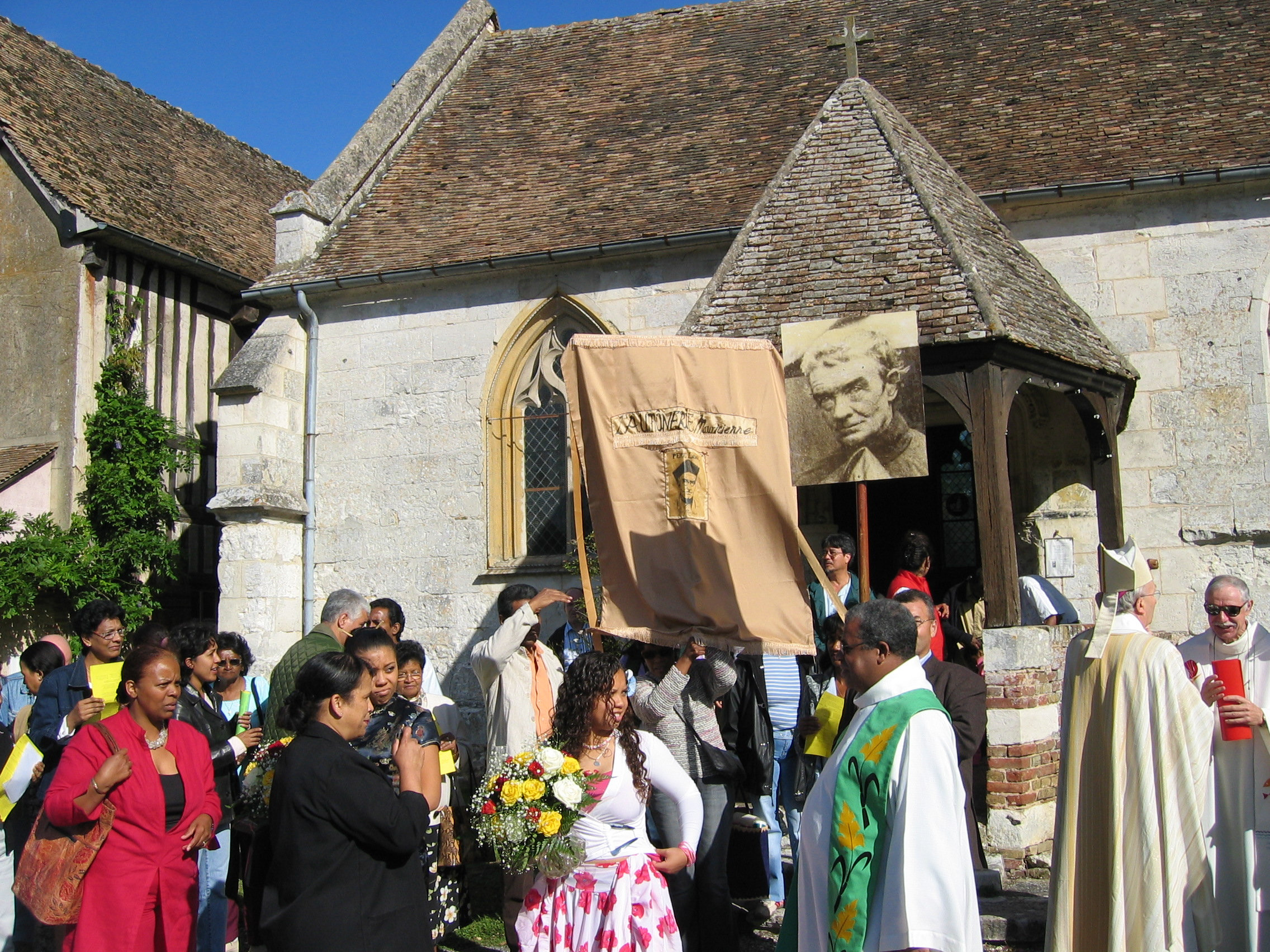
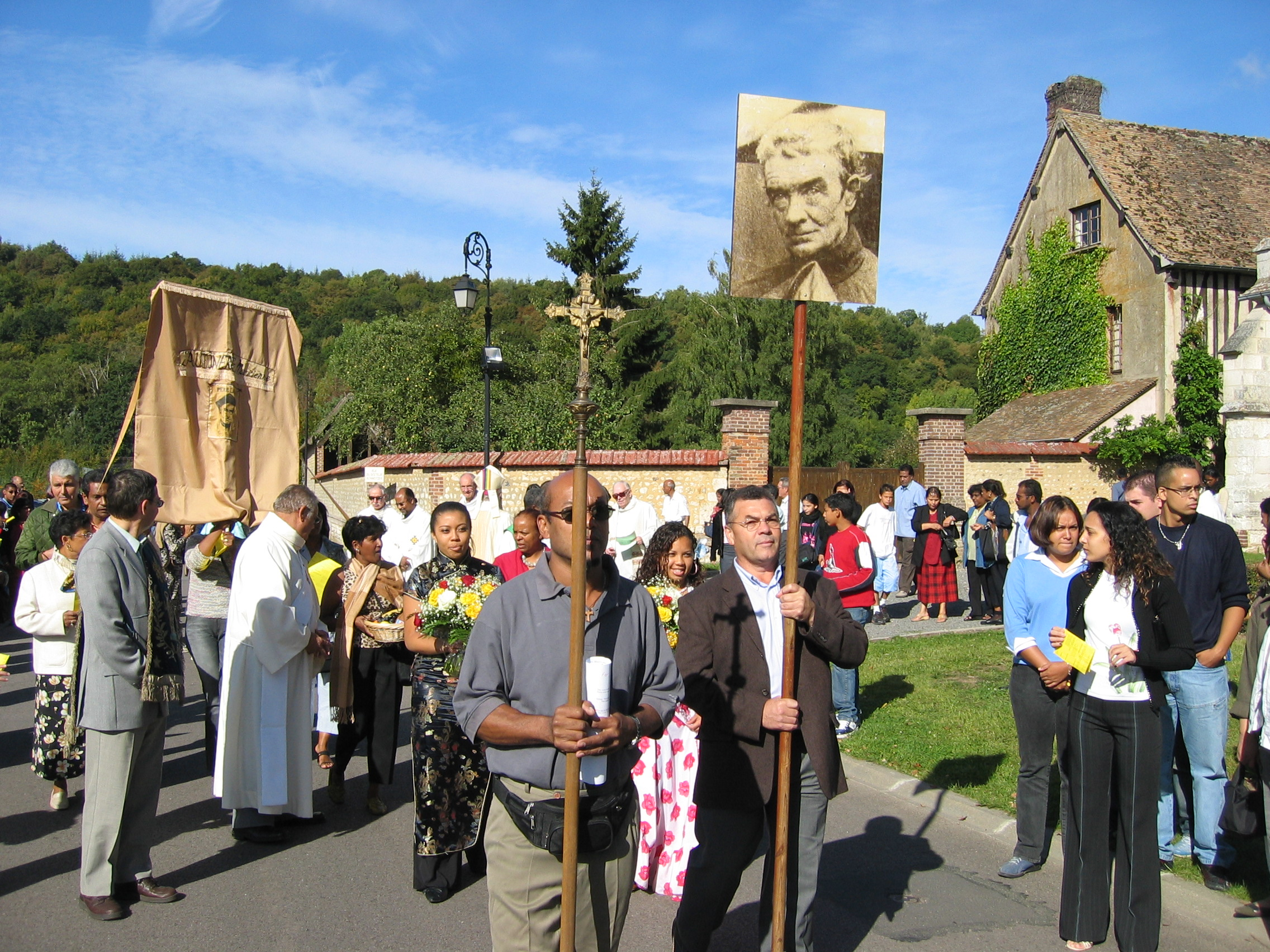
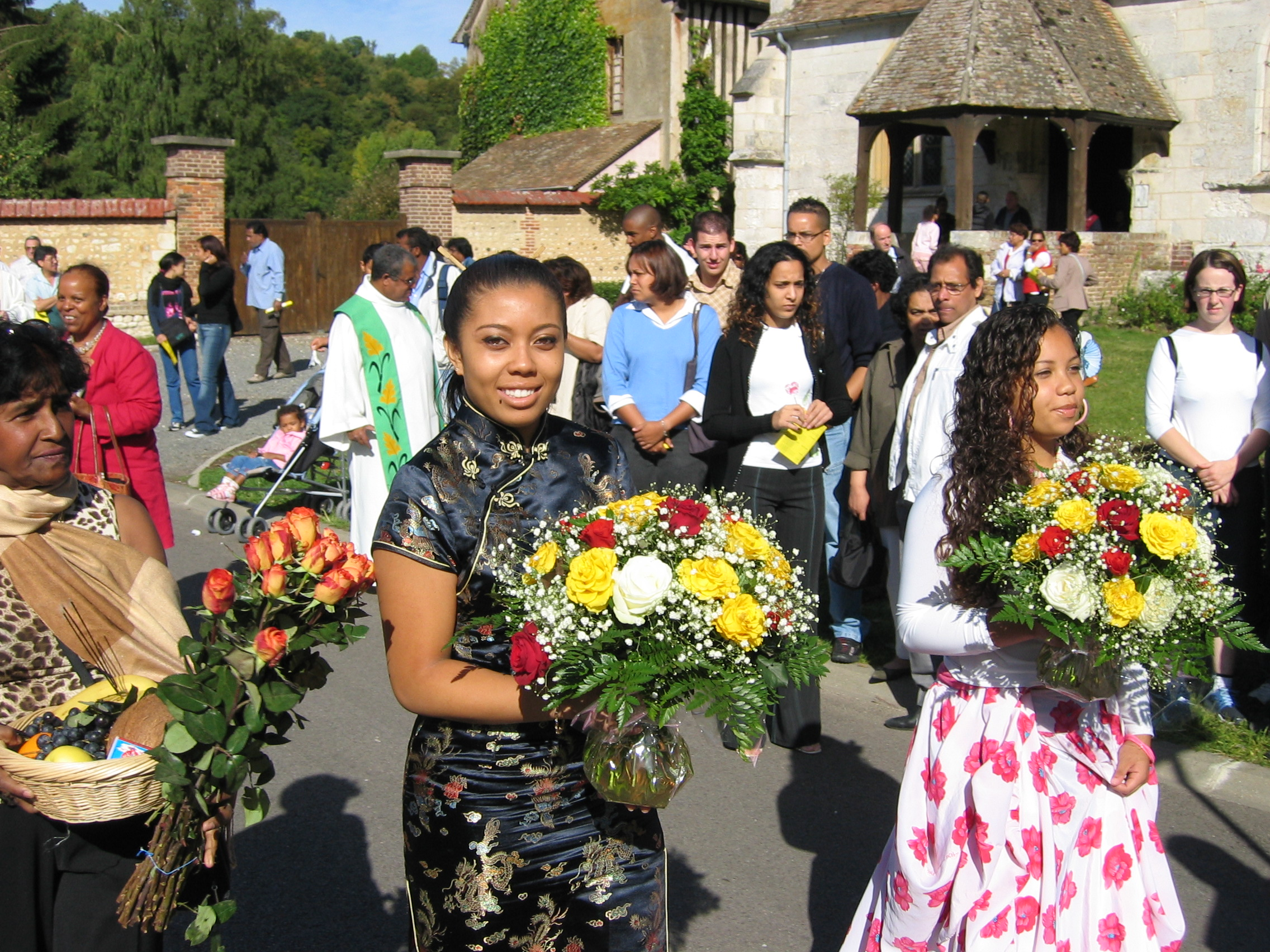
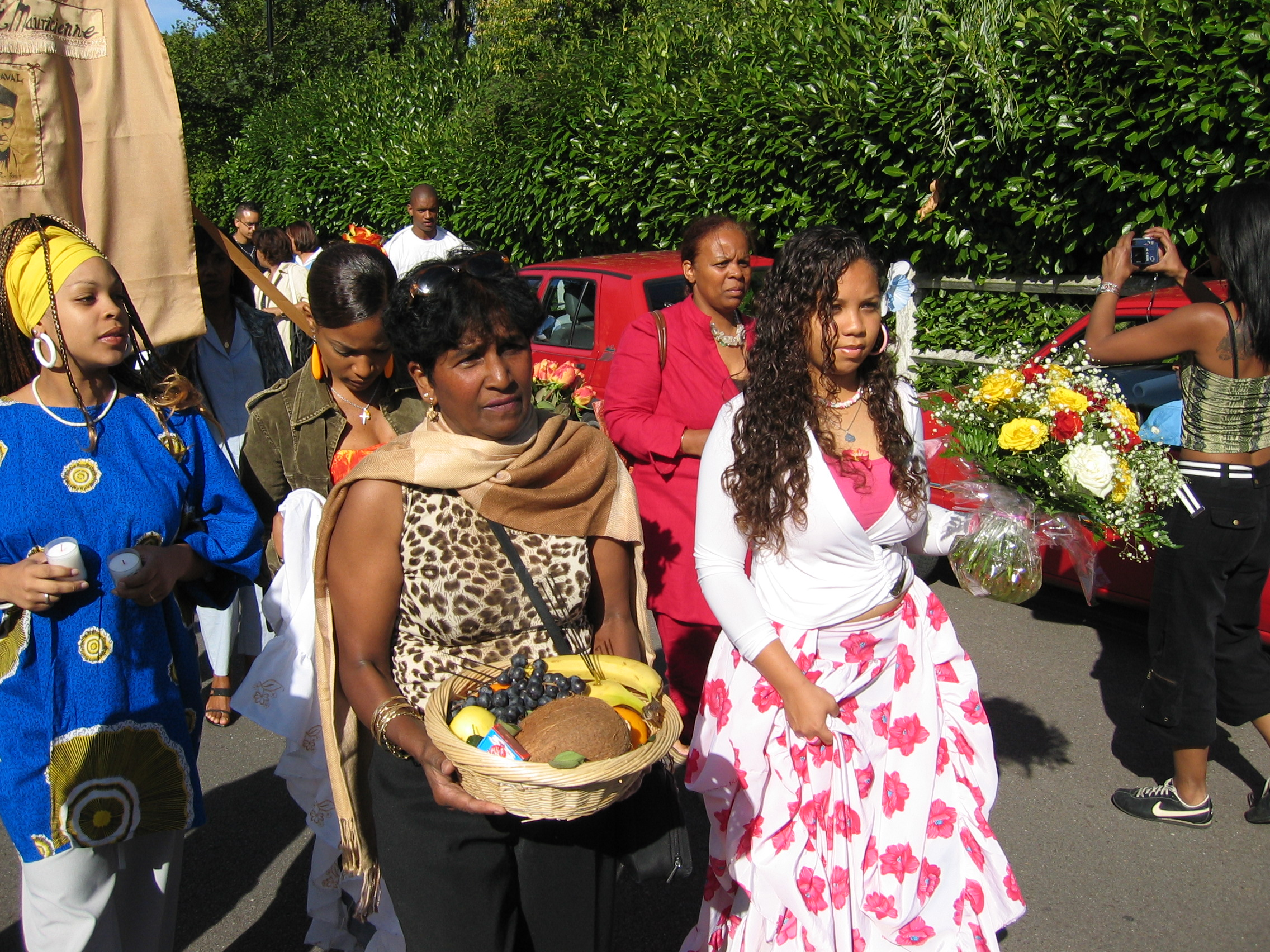
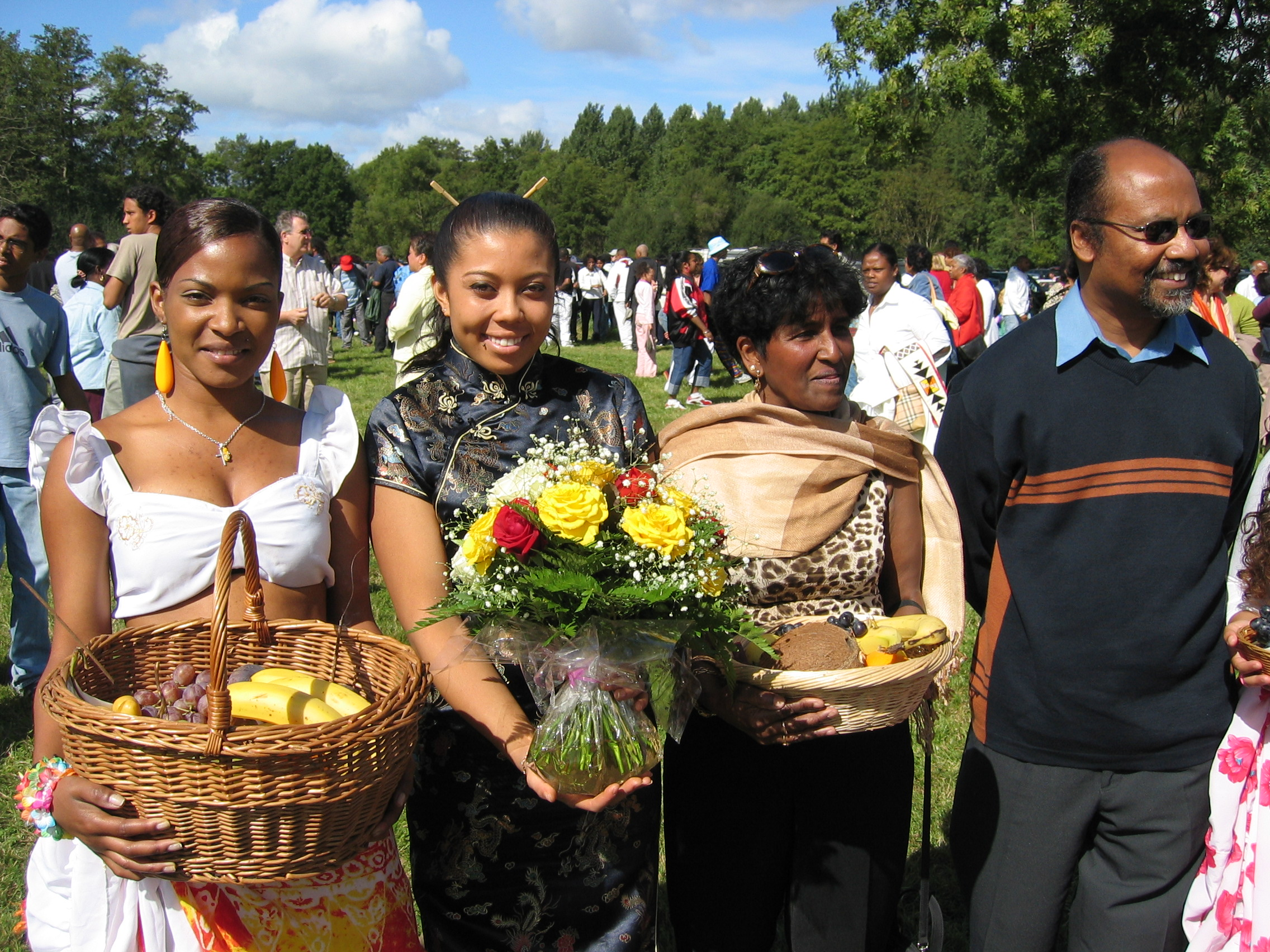
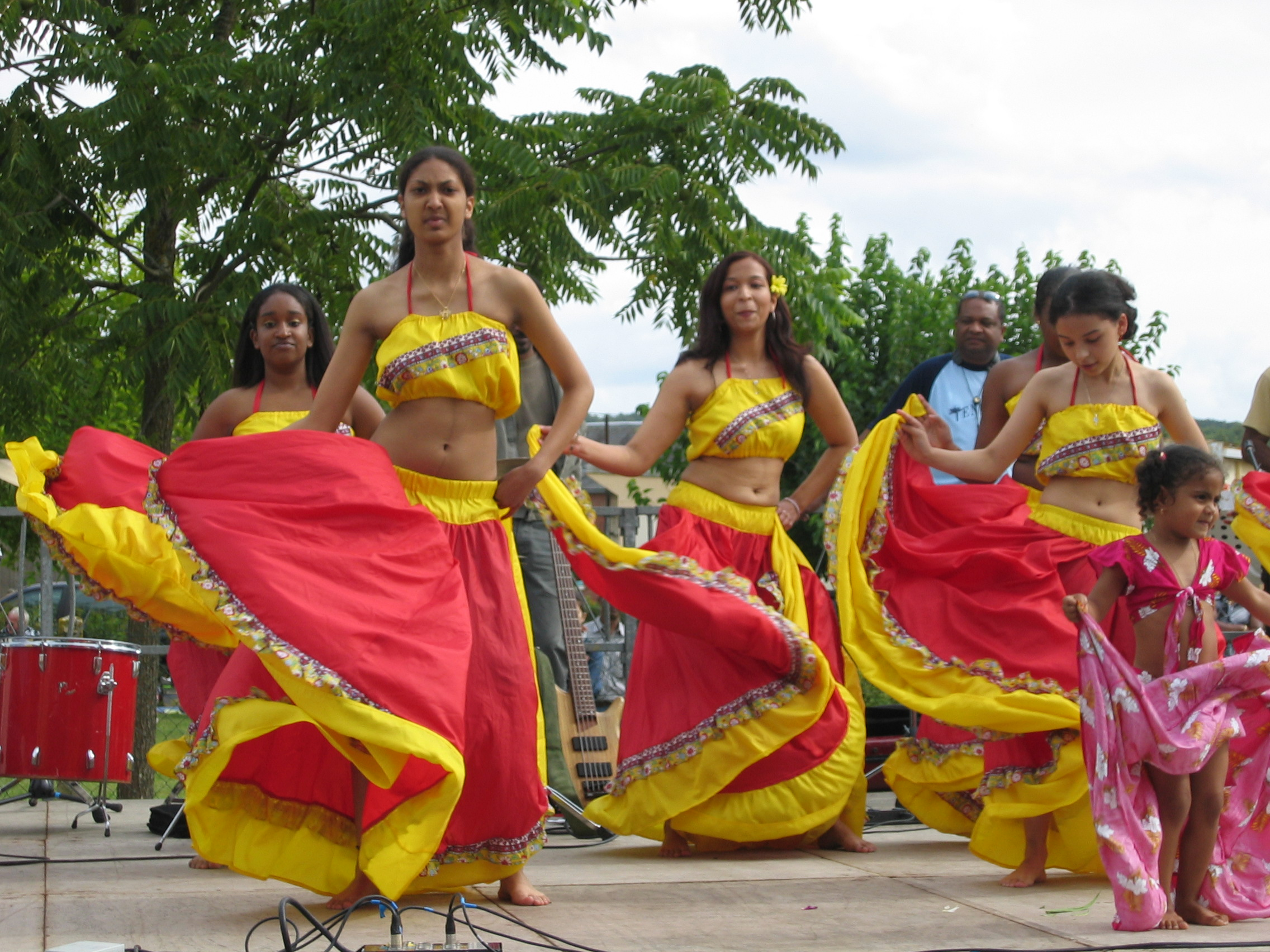
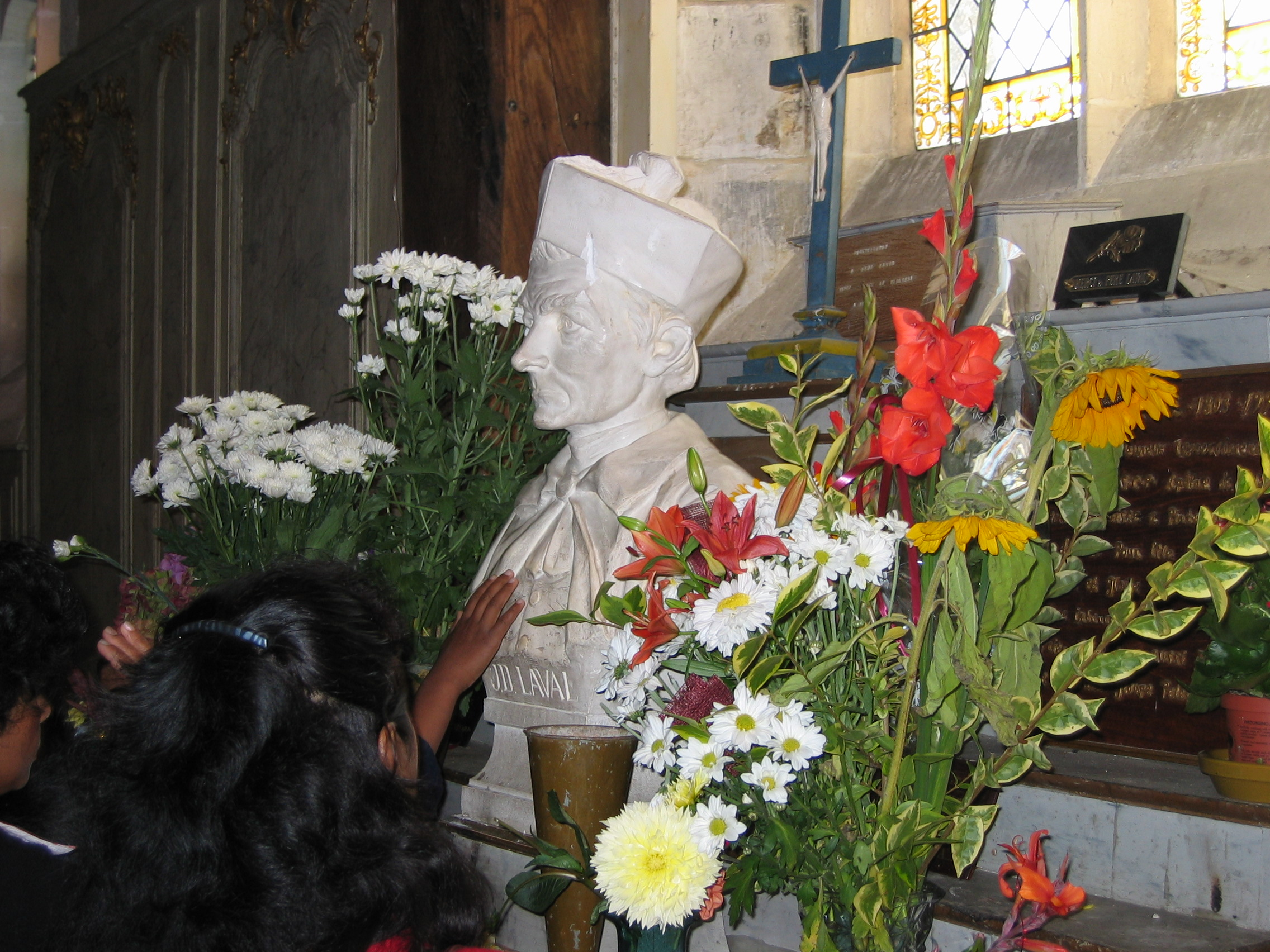